# Kevin Conroy
Kevin Conroy, född 30 november 1955 i Westbury i Nassau County, New York, död 10 november 2022 i New York, var en amerikansk skådespelare och röstskådespelare. 
Han är kanske mest känd för att ha gjort rösten som Batman i flera animerade tv-serier och datorspel inom det så kallade DC Animated Universe, däribland Batman: The Animated Series, The New Batman Adventures, Batman Beyond och Batman: Rise of Sin Tzu. Andra spel där Conroy gör rösten till Batman är Batman: Arkham Asylum, Batman: Arkham City, Batman: Arkham Knight och DC Universe Online. En känd replik från Batman är "I am vengeance! I am the night! I am Batman!".
Conroy avled 10 november 2022 i New York av cancer.

## Filmografi

### TV
| År      | Titel                                | Roll                   | Noter                                                                       |
| ------- | ------------------------------------ | ---------------------- | --------------------------------------------------------------------------- |
| 1978    | How to Pick Up Girls!                | Bartender              | TV-film                                                                     |
| 1980    | Another World                        | Jerry Grove            | (2 avsnitt)                                                                 |
| 1982    | Born Beautiful                       | Stan                   | TV-film                                                                     |
| 1982    | A Midsummer Night's Dream            | Lysander               | TV-film                                                                     |
| 1983    | A Fine Romance                       | Phil                   | TV-film                                                                     |
| 1983    | Kennedy                              | Ted Kennedy            | TV miniserie                                                                |
| 1984    | George Washington                    | John Laurens           | TV miniserie; 1 avsnitt                                                     |
| 1984-85 | Search for Tomorrow                  | Chase Kendall          | (4 avsnitt); "Episode 8556", "Episode 8574", "Episode 8669", "Episode 8670" |
| 1985    | Covenant                             | Stephen                | TV-film                                                                     |
| 1985-86 | Dynastin                             | Bart Fallmont          | Återkommande roll; 8 avsnitt                                                |
| 1986    | Matlock                              | Clark Harrison         | (1 avsnitt); "The Affair"                                                   |
| 1986    | Kay O'Brien                          | David                  | (1 avsnitt); "Princess of the City"                                         |
| 1986    | Spenser: For Hire                    | Gallagher              | (1 avsnitt); "Shadowsight"                                                  |
| 1987    | Ohara                                | Captain Lloyd Hamilton | Återkommande roll; 11 avsnitt                                               |
| 1987-88 | Tour of Duty                         | Captain Rusty Wallace  | Återkommande roll; 12 avsnitt                                               |
| 1988    | Killer Instinct                      | Dr. Steven Nelson      | TV-film                                                                     |
| 1990    | So Proudly We Hail                   | Francis Crosby         | TV-film                                                                     |
| 1989-90 | Skål                                 | Darryl Mead            | (2 avsnitt); "The Ghost & Mrs. LeBec", "Death Takes a Holiday on Ice"       |
| 1990    | The Face of Fear                     | Frank Dwight Bollinger | TV-film                                                                     |
| 1990    | WIOU                                 | Lenny Lubinsky         | (1 avsnitt); "Pilot"                                                        |
| 1991    | Murphy Brown                         | Roger Harris           | (1 avsnitt); "Terror on the 17th Floor"                                     |
| 1991    | Hi Honey - I'm Dead                  | Brad Stadler           | TV-film                                                                     |
| 1992    | Rachel Gunn, R.N.                    | Dr. David Dunkle       | Huvudroll; 13 avsnitt                                                       |
| 1992    | The Secret Passion of Robert Clayton | Hunter Roy Evans       | TV-film                                                                     |
| 1992    | Battle in the Erogenous Zone         | Mondo Ray              | TV-kortfilm                                                                 |
| 1994    | Island City                          | Colonel Tom Valdoon    | TV-film                                                                     |
| 1995    | The Office                           | Steve Gilman           | Återkommande roll; 6 avsnitt                                                |
| 2013    | The Daly Show                        | Sig själv              | (1 avsnitt); "Batman vs. Superman"                                          |

### Animerade TV-serier
| År      | Titel                              | Roll                                                                                        | Noter |
| ------- | ---------------------------------- | ------------------------------------------------------------------------------------------- | --- |
| 1992-95 | Batman: The Animated Series        | Bruce Wayne / Batman / Olika röstroller                                                     | Huvudroll; 85 avsnitt |
| 1996    | The Real Adventures of Jonny Quest | Hardman                                                                                     | (1 avsnitt); "Manhattan Maneater"                                                                                                 |
| 1997-99 | The New Batman Adventures          | Bruce Wayne / Batman / Henchman                                                             | Huvudroll; 24 avsnitt |
| 1997-99 | Stålmannen                         | Bruce Wayne / Batman                                                                        | (5 avsnitt); "The Demon Reborn", "Knight Time", "World's Finest: Part 1", "World's Finest: Part 2", "World's Finest: Part 3"      |
| 1999-01 | Batman Beyond                      | Bruce Wayne                                                                                 | Huvudroll; 48 avsnitt |
| 2001    | The Zeta Project                   | Bruce Wayne                                                                                 | (1 avsnitt); "Shadows" |
| 2001-04 | Justice League                     | Bruce Wayne / Batman / Technician / Cop / Civilian / Lord Batman / High Council Thanagarian | Huvudroll; 37 avsnitt |
| 2002-04 | Static Shock                       | Bruce Wayne / Batman                                                                        | (5 avsnitt); "Future Shock", "A League of Their Own: Part 1", "A League of Their Own: Part 2", "Hard as Nails", "The Big Leagues" |
| 2004-06 | Justice League Unlimited           | Bruce Wayne / Batman / Joe Chill / Crimson Avenger (Lee Travis) / Pilot/Sky Patrol Officer  | Huvudroll; 18 avsnitt; framförde även sången "Am I Blue?" i avsnittet "This Little Piggy"                                         |
| 2006    | The Batman                         | John Grayson                                                                                | (1 avsnitt); "A Matter of Family"                                                                                                 |
| 2008    | Ben 10: Alien Force                | Bellicus/Warrior #2                                                                         | (1 avsnitt); "X Equals Ben Plus 2"                                                                                                |
| 2010    | Batman: Den tappre och modige      | Phantom Stranger / Batman av Zur-En-Arrh                                                    | (2 avsnitt) - "Chill of the Night!" (som Phantom Stranger) - "The Super-Batman of Planet X!" (som Batman av Zur-En-Arrh)          |
| 2009-13 | The Venture Bros.                  | Captain Sunshine                                                                            | (2 avsnitt); "Bot Seeks Bot", "Handsome Ransome"                                                                                  |
| 2013    | Tales of Metropolis                | Bruce Wayne / Batman                                                                        | (1 avsnitt); "Lois Lane" |
| 2014    | Batman Beyond                      | Bruce Wayne                                                                                 | TV short |
| 2014    | Batman: Strange Days               | Bruce Wayne / Batman                                                                        | TV short |

### Filmer
| År   | Titel                                       | Roll       | Noter          |
| ---- | ------------------------------------------- | ---------- | -------------- |
| 1992 | Chain of Desire                             | Joe        |                |
| 2013 | Necessary Evil: Super-Villains of DC Comics | Sig själv  |                |
| 2013 | I Know That Voice                           | Sig själv  |                |
| 2014 | Russian Yeti: The Killer Lives              | Berättaren | Dokumentärfilm |
| 2015 | Yoga Hosers                                 | TBA        |                |

### Animerade filmer
| År   | Titel                                         | Roll                  | Noter                      |
| ---- | --------------------------------------------- | --------------------- | -------------------------- |
| 1993 | Batman möter mörkrets härskare                | Bruce Wayne / Batman  |                            |
| 1998 | Batman & Mr. Freeze i minusgrader             | Bruce Wayne / Batman  | Direkt till video          |
| 2000 | Batman Beyond: Return of the Joker            | Bruce Wayne / Batman  | Direkt till video          |
| 2003 | Batman: Mysteriet med Batwoman                | Bruce Wayne / Batman  | Direkt till video          |
| 2005 | The Complete Robin Storyboard Sequence        | Bruce Wayne / Batman  | Direkt till video Kortfilm |
| 2008 | Batman: Gotham Knight                         | Bruce Wayne / Batman  | Direkt till video          |
| 2009 | Superman/Batman: Public Enemies               | Bruce Wayne / Batman  | Direkt till video          |
| 2010 | Superman/Batman: Apocalypse                   | Bruce Wayne / Batman  | Direkt till video          |
| 2012 | Justice League: Doom                          | Bruce Wayne / Batman  | Direkt till video          |
| 2013 | Jay & Silent Bob's Super Groovy Cartoon Movie | The Mayor of Red Bank |                            |
| 2013 | Justice League: The Flashpoint Paradox        | Bruce Wayne / Batman  | Direkt till video          |
| 2014 | Batman: Assault on Arkham                     | Bruce Wayne / Batman  | Direkt till video          |
| 2015 | Batman vs. Robin                              | Thomas Wayne          | Direkt till video          |

### Datorspel
| År   | Titel                              | Roll                                | Noter             |
| ---- | ---------------------------------- | ----------------------------------- | ----------------- |
| 1994 | The Adventures of Batman & Robin   | Bruce Wayne / Batman                | Sega CD-versionen |
| 1999 | Crusaders of Might and Magic       | Drake                               |                   |
| 2001 | Batman: Vengeance                  | Bruce Wayne / Batman                |                   |
| 2001 | Jak & Daxter: The Precursor Legacy | Ollie the Fisherman                 |                   |
| 2003 | Max Payne 2: The Fall of Max Payne | Lord Jack / Cleaner / Commando      |                   |
| 2003 | Batman: Rise of Sin Tzu            | Bruce Wayne / Batman                |                   |
| 2003 | Lords of EverQuest                 | Lord Palasa                         |                   |
| 2009 | Batman: Arkham Asylum              | Bruce Wayne / Batman / Thomas Wayne |                   |
| 2011 | DC Universe Online                 | Bruce Wayne / Batman                |                   |
| 2011 | Batman: Arkham City                | Bruce Wayne / Batman / Hush         |                   |
| 2011 | Batman: Arkham City Lockdown       | Bruce Wayne / Batman                |                   |
| 2012 | Harley Quinn's Revenge             | Bruce Wayne / Batman                |                   |
| 2013 | Injustice: Gods Among Us           | Bruce Wayne / Batman                |                   |
| 2015 | Infinite Crisis                    | Bruce Wayne / Batman                | [ 2 ] [ 3 ]       |
| 2015 | Batman: Arkham Knight              | Bruce Wayne / Batman / Hush         |                   |